# Sápa
Sápa (Phlomis) je rod rostlin z čeledi hluchavkovitých. Po taxonomických revizích zahrnuje necelých 100 druhů rozšířených od Středomoří přes Malou a Střední Asii po západní Čínu. Některé z nich se pěstují jako okrasné rostliny.

## Popis
Jsou to poměrně robustní vytrvalé, na bázi dřevnatějící byliny, polokeře nebo menší keře, vysoké často více než 1 metr, obvykle s chlupatými lodyhami a bohatě vyvinutým kořenovým systémem. Křižmostojně postavené listy jsou jednoduché, celokrajné nebo zubaté, alespoň spodní listy jsou řapíkaté. Květenství je složeno z hustých, oddálených lichopřeslenů téměř kulovitého tvaru. Květy jsou oboupohlavné, různoobalné; kalich je víceméně pravidelný, s obvykle pěti špičatými zuby, nápadná, až 3 cm dlouhá koruna výrazně dvoupyská, s horním pyskem jednoduchým, přilbovitě vyklenutým, a spodním trojdílným, žluté, růžové nebo fialové barvy. Tyčinky jsou 4, z květu nevyčnívají. Květy jsou opylovány hmyzem, plody jsou poltivé tvrdky.

## Rozšíření a ekologie
Zástupci rodu sápa vyrůstají v oblasti teplého subtropického nebo kontinentálního klimatu. Jejich areál tvoří široký pás zahrnující oblast Středomoří a jižního Balkánu, Přední Asie, Arabského poloostrova, Kavkazu a Střední Asie až po Afghánistán, Pákistán a jihozápadní Čínu. Zdomácněly též v Severní Americe nebo na Novém Zélandu. Obývají světlé xerofilní křoviny, řídké borové lesy, lesostepi a lesní lemy, okraje pastvin, stejně jako kamenité osluněné svahy, až do nadmořské výšky 1000–1400 m. S oblibou rostou na vápenitém podloží.

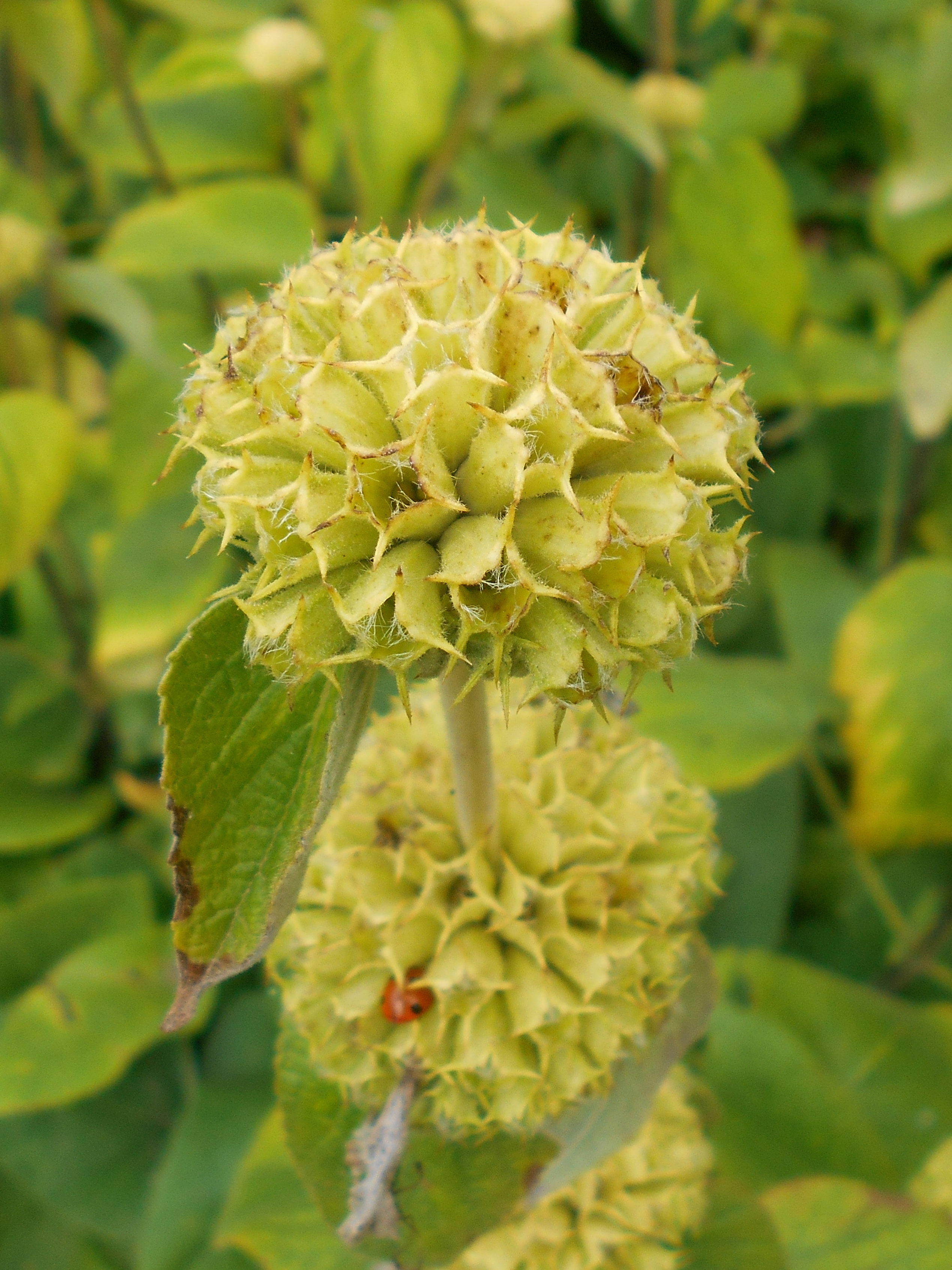
Odkvetlá sápa Russelova – detail kalichů a květenství

Rostliny rodu sápa jsou hostiteli některých specializovaných motýlů rodu Coleophora. Parazitují na nich též některé zárazy (Orobanche sp.).

## Taxonomie
Rod v rámci čeledi hluchavkovitých patří do podčeledi Lamioideae a tribu Phlomideae. V aktuálním pojetí zahrnuje zhruba 100 zástupců; další více než stovka druhů včetně i v ČR rozšířené sápy hlíznaté byla po roce 2010 opakovaně přeřazena do nového rodu Phlomoides. Typovým druhem je sápa křovitá (Phlomis fruticosa), rostoucí ve východním Středomoří, v Malé Asii a na Kavkaze.

## Zástupci
- sápa křovitá (Phlomis fruticosa)
- sápa vlnatá (Phlomis lanata)
- sápa knotovkovitá (Phlomis lychnitis)
- sápa velkolistá (Phlomis macrophylla)
- sápa nachová (Phlomis purpurea)
- sápa Russelova (Phlomis russeliana)
- sápa samoská (Phlomis samiana)

## Význam
Některé druhy jsou pěstovány jako okrasné rostliny, především žlutě kvetoucí sápa Russelova. Vyžadují dobře odvodněné, propustné, ale výživné lehké půdy, neutrální nebo mírně zásadité pH a dostatečně osluněné stanoviště. Hodí se jako kvetoucí dominanta trvalkových záhonů, jejich odkvetlé lodyhy vydrží dekorativní až dlouho do zimy. Lze je využít k řezu do vázy, význam mají i jako včelařské rostliny.

## Galerie

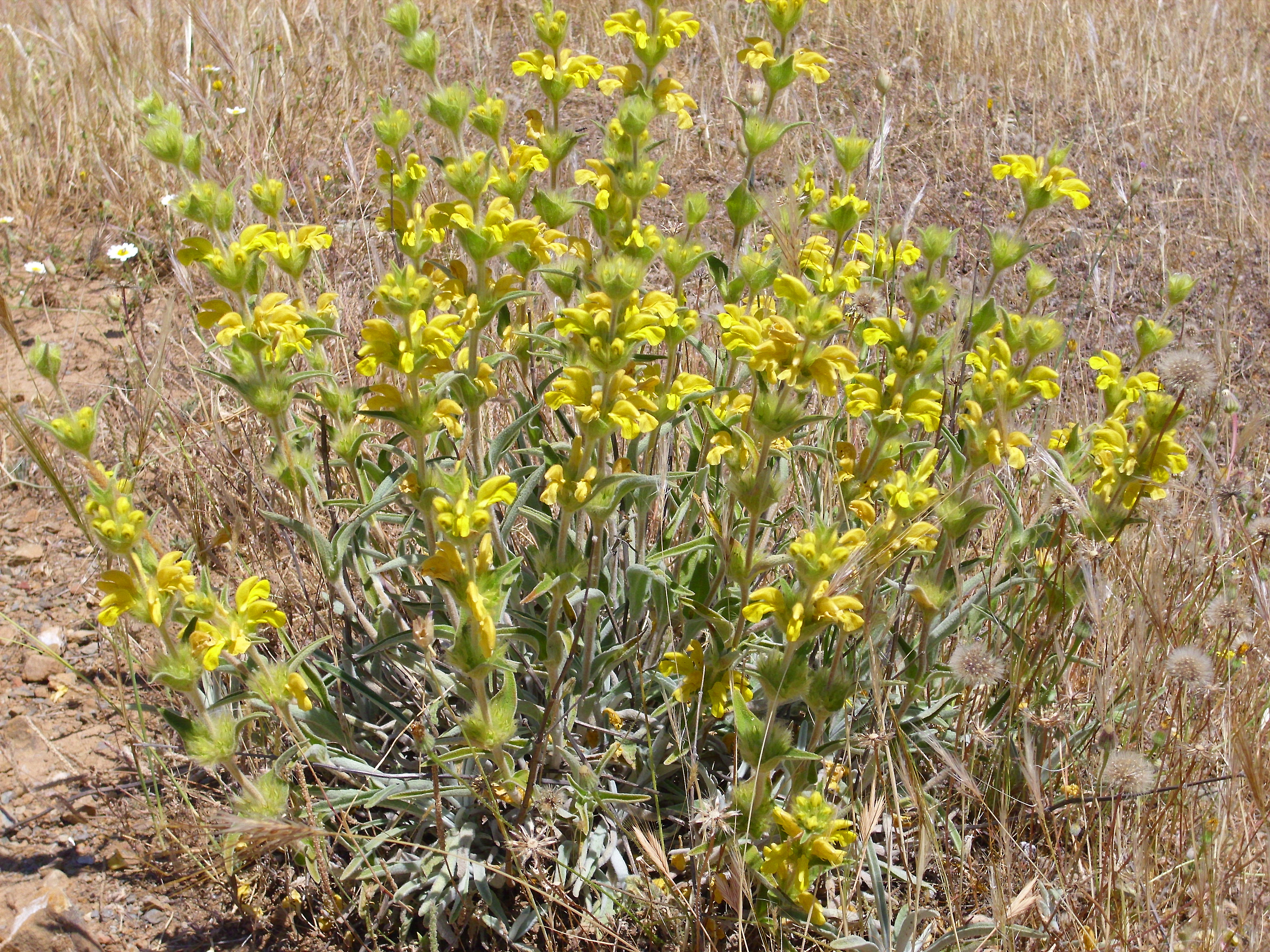
Sápa knotovkovitá
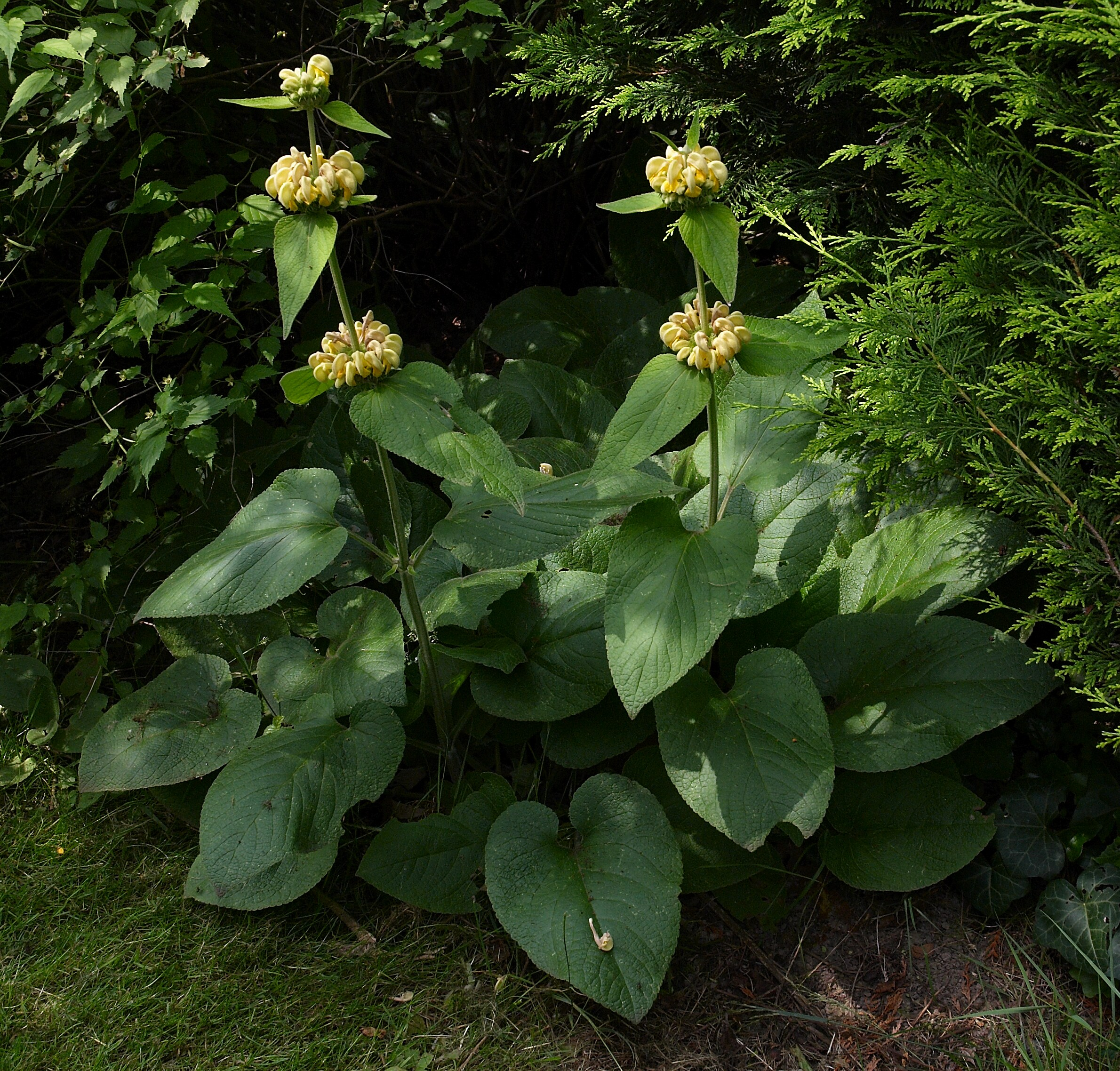
Sápa Russelova v zahradní výsadbě
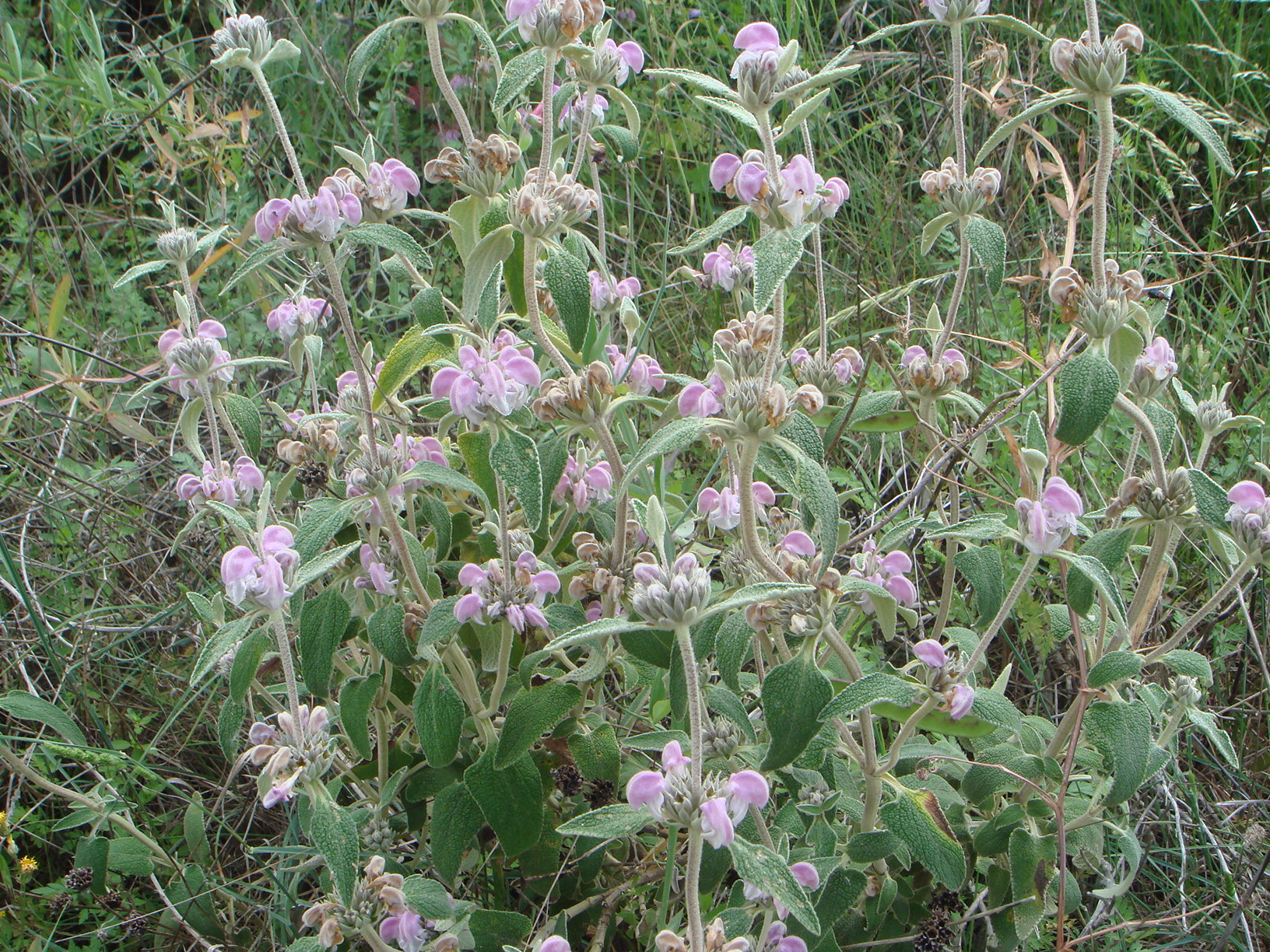
Sápa nachová
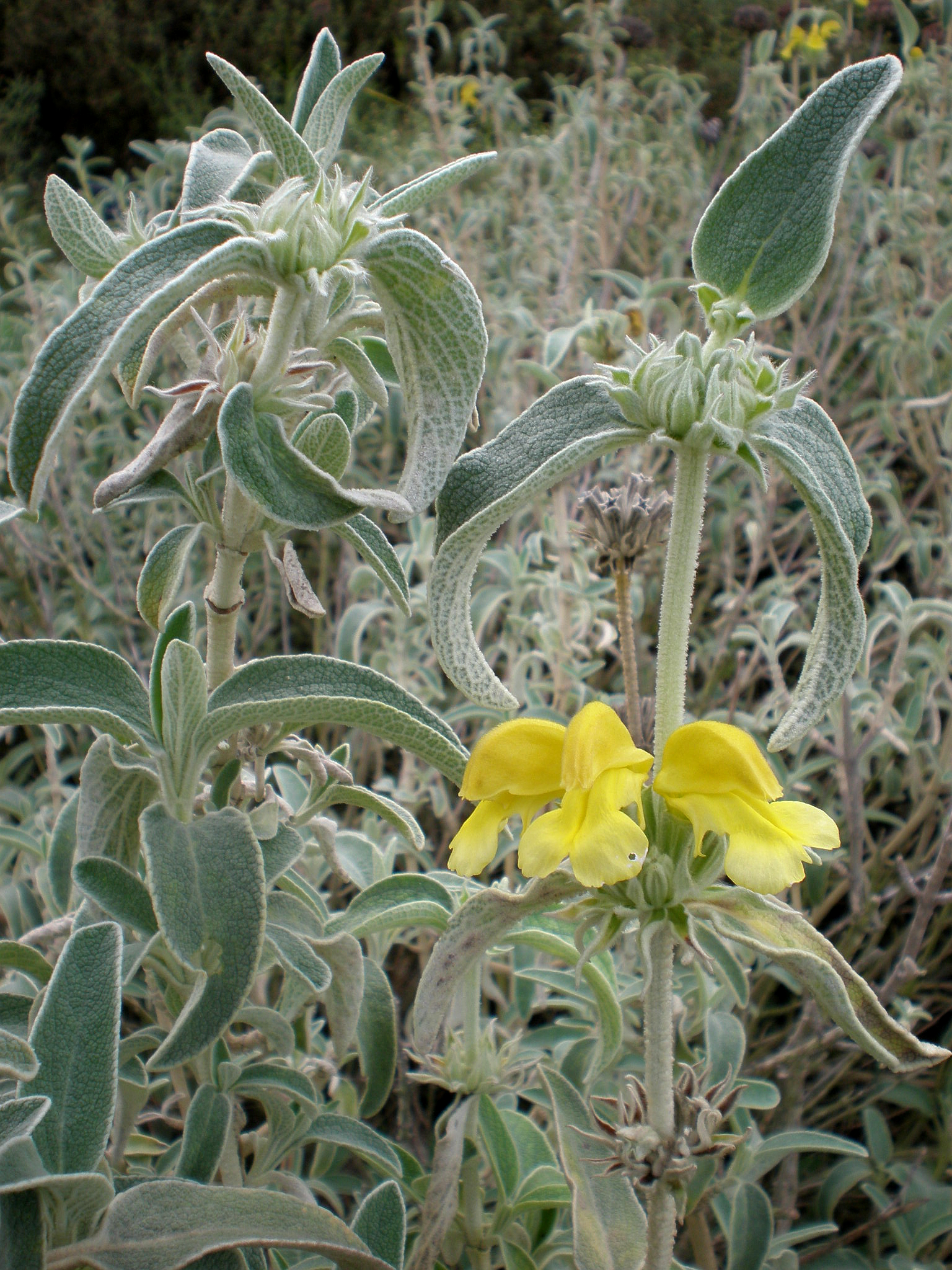
Sápa vlnatá
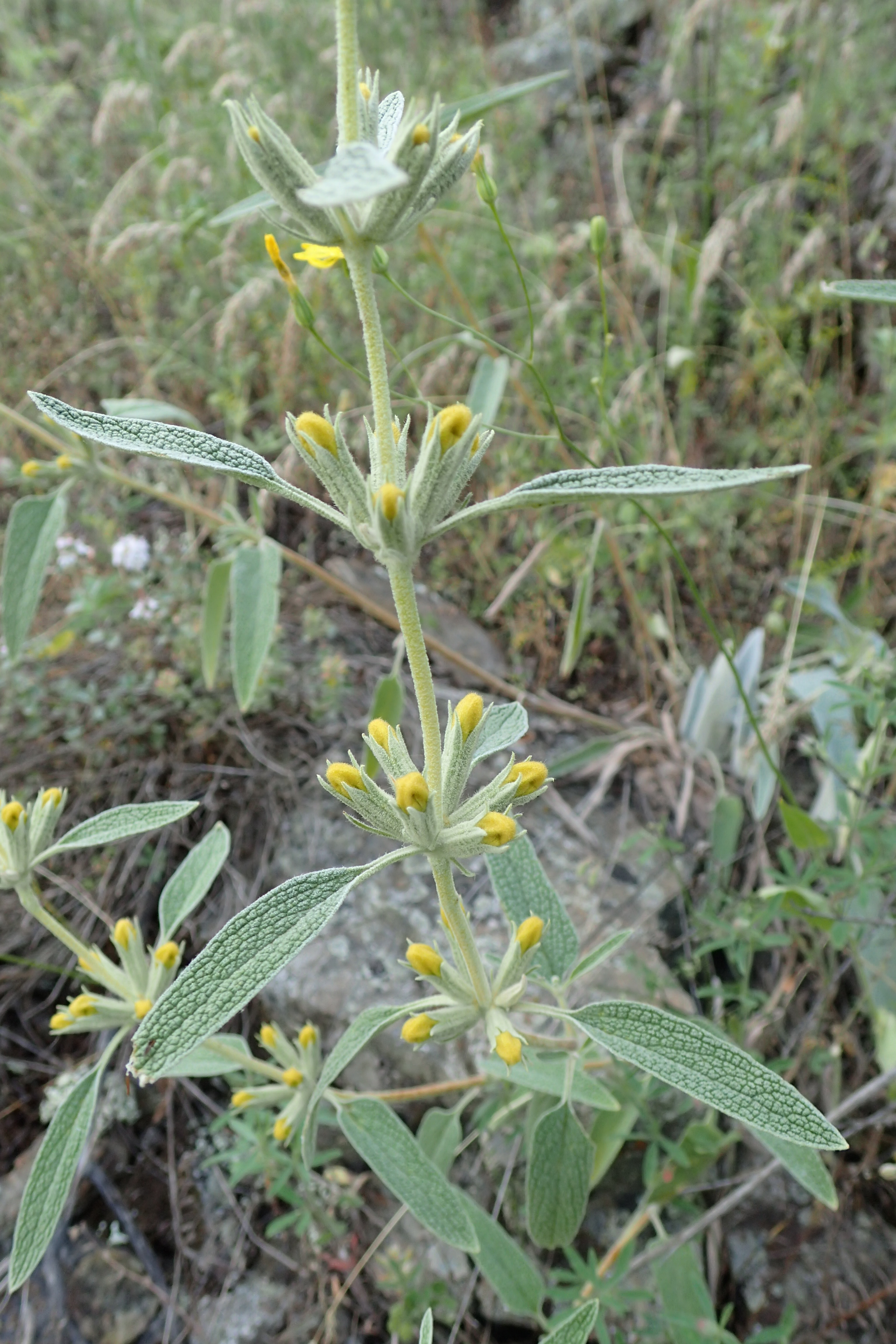
Nakvétající Phlomis armeniaca